# Relazioni bilaterali tra Egitto ed Emirati Arabi Uniti
Dall'indipendenza degli Emirati Arabi Uniti dalla Gran Bretagna nel 1971, le relazioni tra Egitto e Emirati Arabi Uniti sono sempre state di buon livello e si sono sviluppate a un ritmo senza precedenti. L'Egitto ha un'ambasciata ad Abu Dhabi e un consolato a Dubai mentre gli Emirati Arabi Uniti hanno un'ambasciata al Cairo. Il legame di amicizia tra i leader di entrambi i paesi si è riflesso sui crescenti legami politici, economici e culturali e, di conseguenza, gli Emirati Arabi Uniti sono al primo posto tra i paesi arabi e stranieri che investono in Egitto. Emirati Arabi Uniti ed Egitto mantengono stretti legami economici e mantengono il commercio tra i due paesi, con importazioni ed esportazioni tra le due parti. Il governo degli Emirati Arabi Uniti, su ordine dello sceicco Khalifa bin Zayed Al Nahyan, presidente degli Emirati Arabi Uniti, ha regalato al popolo egiziano navi mercantili che trasportavano 1.000.000 di tonnellate di grano. Gli Emirati Arabi Uniti hanno sostenuto il Colpo di Stato egiziano del 2013 e da allora sono diventati il più stretto alleato dell'Egitto.